# Nghi Văn
Nghi Văn là một xã thuộc huyện Nghi Lộc, tỉnh Nghệ An, Việt Nam.

## Địa lý
Xã có diện tích 32,56 km², dân số năm 1999 là 9.416 người, mật độ dân số đạt 289 người/km².

## Hành chính
Xã Nghi Văn được chia thành 23 xóm: 1, 2, 3, 4, 5A, 5B, 6, 7, 8, 9, 11, 12, 13, 16, 17, 18, 19, 20, 21, 22, 23, 24, 25.